# Dodge City
Dodge City er en by i delstaten Kansas og hovedsæde for Ford County i Kansas. Byen ligger noget sydvestligt i staten, ved Arkansas-floden. Ifølge folketalsberegningen for 2004 har byen 25 762 indbyggere. Byen er kendt som et eksempel på en by fra Det Vilde Vesten, og western-serien Gunsmoke var baseret på Dodge City. 
De første europæere i området var Francisco Vásquez de Coronado og hans følge. Området lå ved et naturligt vadested for krydsning af Arkansas-floden. Dele af området, som nu er Dodge City, blev en del af USA ved Louisiana-købet i 1803. Områderne syd for floden forblev spanske og overgik efterhånden til at blive både mexikanske og texanske.
En vigtig handelsrute, Santa Fe Trail, gik gennem området. For at beskytte ruten blev Fort Dodge etableret i 1865, omtrent 8 km øst for det nuværende Dodge City. Fæstningen er opkaldt efter generalen Grenville M. Dodge. Den blev nedlagt i 1882. Da jernbanen kom i 1872, blev byen Dodge City grundlagt og voksede hurtigt på grund af transportforbindelsen og bisonjagten. Desværre manglede byen et effektivt politi, og dette medførte meget skydning og lovløshed. Efterhånden blev der etableret en vis orden, da der kom politifolk som Wyatt Earp og Doc Holliday, og strenge regler for brug af skydevåben blev indført.
Byen er i dag et handelscentrum. Jordbrug er det vigtigste erhverv med tamkvægsproduktion som en vigtig del. Byen betjenes af jernbaner, har regional flyplads og ligger ved sammenfletningen af tre motorveje.